# Casco antiguo de Visoki
El casco antiguo de Visoki (en serbocroata: Stari grad Visoki; en serbio: Стари град Високи) fue una ciudad castillo real medieval construida durante el siglo XIV en la cima de la colina que domina la ciudad de Visoko, Bosnia y Herzegovina. La primera mención de la ciudad fue el 1 de septiembre de 1355, en la carta " in castro nosto Visoka vocatum" escrita por Tvrtko I de Bosnia cuando era un joven ban. La ciudad fue abandonada antes de 1503, porque no se menciona en el tratado turco-húngaro del año mencionado. En 1626, Đorđić mencionó a Visoki entre los pueblos abandonados. 

## Ubicación y tamaño

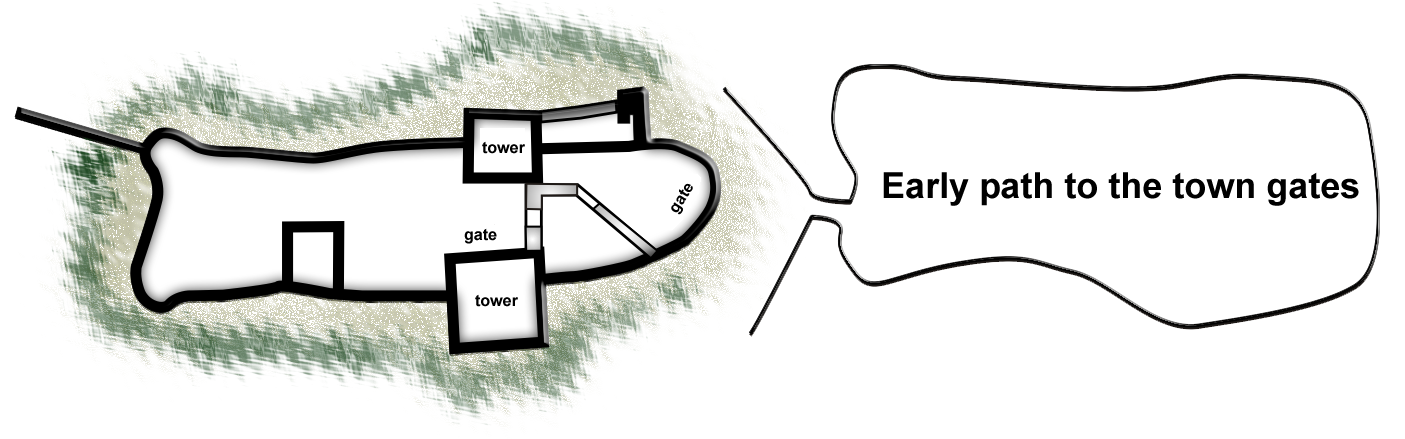
Ilustración aérea de la fortaleza.

El casco antiguo de Visoki se encuentra en la cima de la colina Visočica, de 213 metros (699 pies) de altura. Su posición proporciona una excelente vista de las llanuras de abajo. La entrada al castillo se encuentra en el lado suroeste, con dos torres de vigilancia. Pasando por la entrada se entra a una parte que se llama Podvisoki, es decir al pueblo que era bastante pequeño, medía 60 por 25 metros (197 por 82 pies), y tiene señales y restos de casas altomedievales. El grosor de las murallas de la ciudad castillo es de unos 2 metros (7 pies). Su posición ofrece una excelente vista de las llanuras de abajo bordeadas por las montañas Romanija, Jahorina, Treskavica y Bjelašnica en el este y sureste, Bitovnja en el sur, la montaña Zec y Vranica en el sureste, Vlašić en el oeste y Tajan y Zvijezda en el norte. La entrada al castillo se encuentra en el lado suroeste, con dos torres de vigilancia.

## Importancia histórica
La función principal del casco antiguo de Visoki era la defensa, pero también era un lugar donde muchos gobernantes bosnios medievales escribieron varios documentos y cartas. La primera mención de la ciudad en sí fue en una carta escrita por el joven ban Tvrtko I Kotromanić que la nombra in castro nosto Visoka vocatum el 1 de septiembre de 1355. El documento final de importancia firmado allí fue por Tvrtko Borovinić en 1436, lo que demuestra que también era de gran importancia para la nobleza bosnia.

## Lista de documentos escritos
- 1355 – Tvrtko I Kotromanić escribe la carta in castro nostro Visoka vocatum.[1]
- 1398 – Priboje Masnović, duque que fue aceptado como ciudadano de Ragusa.[1]
- 1402 – El rey bosnio Esteban Ostoja escribe la carta pod gradom Visoki (bajo la ciudad de Visoki).
- 1404: el rey bosnio Ostoja escribe la carta pod Visokim (debajo de Visoki).[1]
- 1404: se publicaron dos artículos que fueron objeto de disputa legal en Ragusa.[1]
- 1420 – El gran duque bosnio Batić Mirković se enfermó gravemente; fue enterrado en el pueblo de Kopošići.[1]
- 1429 y 1436: el duque Tvrtko Borovinić escribe los documentos na Visokom (sobre Visoko). Estos documentos fueron las últimas fuentes directas del casco antiguo de Visoki.[1]